# Sportovní areál Drnovice
Sportovní areál Drnovice je souborem sportovišť v obci Drnovice vzdálené 2 km západně od Vyškova. Jeho hlavní částí je fotbalový stadion, na kterém hraje svá domácí utkání místní FKD (nástupce 1. FK Drnovice).

## Historie
Stadion byl slavnostně otevřen 4. září 1955. V průběhu následujících let byla rozšířena hrací plocha a vybudovány ochozy.
V roce 1970 započala stavba nové tribuny a přilehlých tenisových kurtů, též hřišť na volejbal.
V posledním ročníku československých soutěží sezóny 1992/93 skončil drnovický klub v druhé nejvyšší lize na 2. místě a postoupil tak do osamostatněné nejvyšší české soutěže. V roce 1993 tak byla zahájena výstavba nové hlavní tribuny, dokončená o sezonu později.
V roce 1996 pokračovala modernizace stadionu, byla otevřena nová (protilehlá) tribuna B. O rok později se pokračovalo ve změnách, především došlo k úpravě interiéru na tribuně B, připravovala se instalace sedaček s opěrkami v sektoru nekrytého prostoru tribuny A a tribunách C a D, které byly doposud určeny ke stání. Po všech úpravách měla kapacita stadionu činit 8 000 sedících diváků.
Mezi nejvýznamnější fotbalová utkání odehraná na tomto stadionu se zařadily zápasy domácích Drnovic v Poháru UEFA 2000/01 proti FK Budućnost Banovići (3:0) a TSV 1860 München (0:0).
V roce 2001 byly tribuny za oběma brankami osazeny sedačkami, celková kapacita drnovického stadionu se zúžila na necelých 7 000 míst k sezení.

### Krach fotbalového klubu
Po krachu 1. FK Drnovice v roce 2006 se stadion společně s klubem dostal do konkurzního řízení a začal chátrat.
V březnu 2016 stadión vydražila neznámá firma Mengas za 6,2 milionu korun, na podzim 2017 ho bez jakýchkoli změn přeprodala za 8,5 milionu korun obci, která o něj měla dlouhodobý zájem, ovšem v dražbě nechtěla jít přes 3 miliony korun.
V březnu 2019 bylo z tribun na podélných stranách hřiště sneseno umělé osvětlení (viz video).
Z tribuny B byly odmontovány sedačky, aby tato tribuna sloužila pouze fanouškům hostů na stání.

### Azyl projiné týmy
V sezóně 2003/04 zde odehrál své domácí zápasy 5., 7. a 9. ligového kola tým 1. FC Synot, neboť jeho stadion Širůch již neodpovídal ligovým regulím a stadion Stonky ještě stále procházel přestavbou. Zajímavostí bylo, že zápasy 1. a 3. ligového kola odehrál v Brně, než přešel do azylu v Drnovicích.
Od sezóny 2021/22 do sezóny 2024/25 zde hrál svá domácí utkání klub MFK Vyškov v druhé nejvyšší soutěži. Ten měl ambici se probojovat do nejvyšší soutěže a zainvestovat do rekonstrukce stadionu (především do chybějícího umělého osvětlení a vyhřívání trávníku). Tomu se však bránilo zastupitelstvo obce, jehož členové se obávali velké dopravní a bezpečnostní zátěže při prvoligových utkáních. A jelikož na stadionu by se bez rekonstrukce nesměla od další sezóny 2025/26 hrát ani druholigová utkání, rozhodlo vedení klubu o fúzi s Příbramí, kam se A tým Vyškova přestěhoval natrvalo a tím skočila éra profesionálního fotbalu v Drnovicích.

## Mezistátní reprezentační zápasy
| 18. srpna 1999                        |       |           |                                                        |
| Česko                                 | 3 – 0 | Švýcarsko | Přátelský zápas diváci: 7 825 rozhodčí: Fritz Stuchlik |
| Koller 48' Wolf 57' (vl.) Baranek 88' |       |           | Přátelský zápas diváci: 7 825 rozhodčí: Fritz Stuchlik |

| 15. srpna 2001                                      |       |             |                                                         |
| Česko                                               | 5 – 0 | Jižní Korea | Přátelský zápas diváci: 6 596 rozhodčí: Ladislav Gádoši |
| Nedvěd 30' Baranek 66', 86', 90' (pen.) Lokvenc 74' |       |             | Přátelský zápas diváci: 6 596 rozhodčí: Ladislav Gádoši |

## Fotogalerie

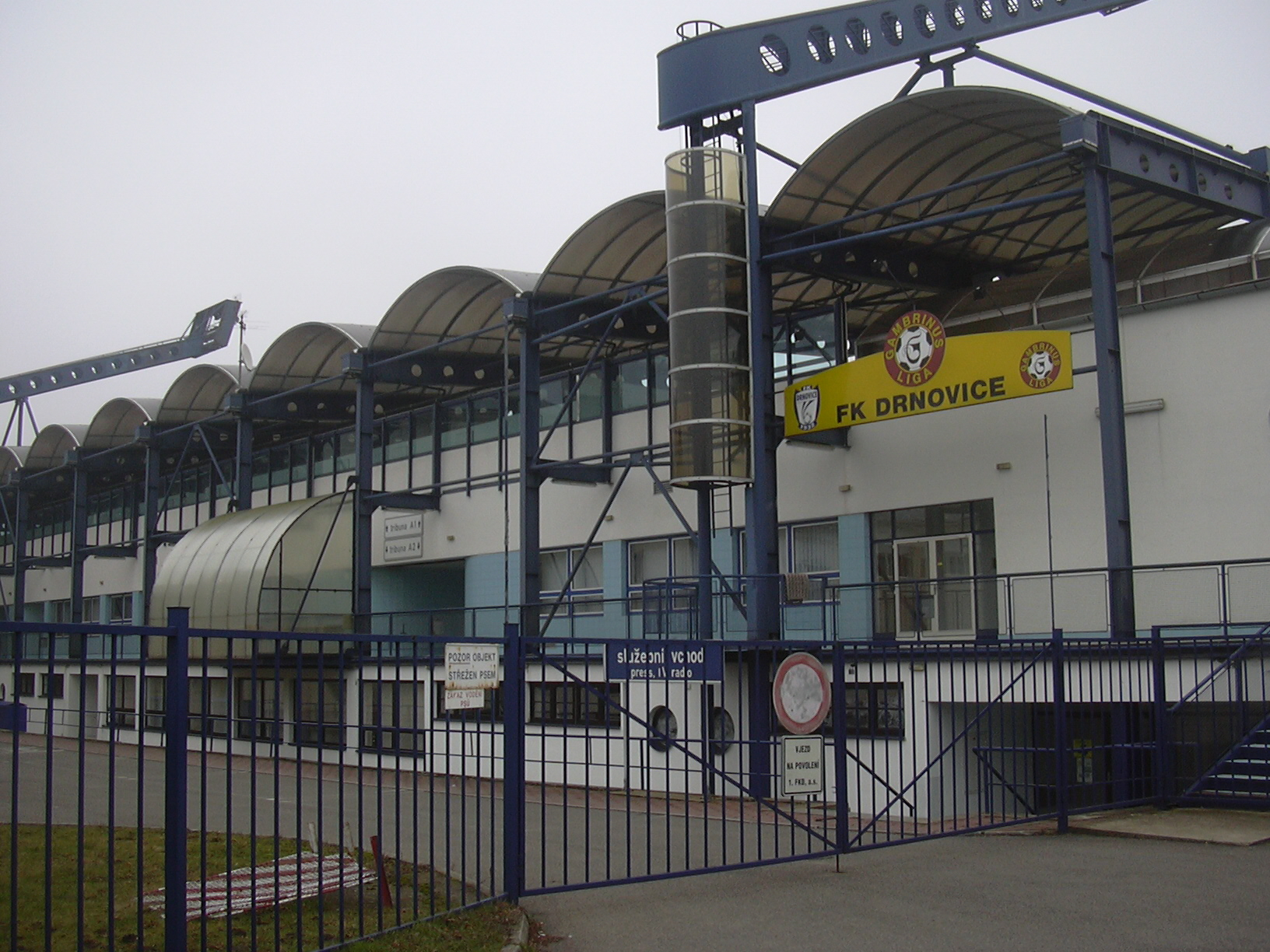
Pohled na hlavní tribunu A s konstrukcí umělého osvětlení (únor 2007)
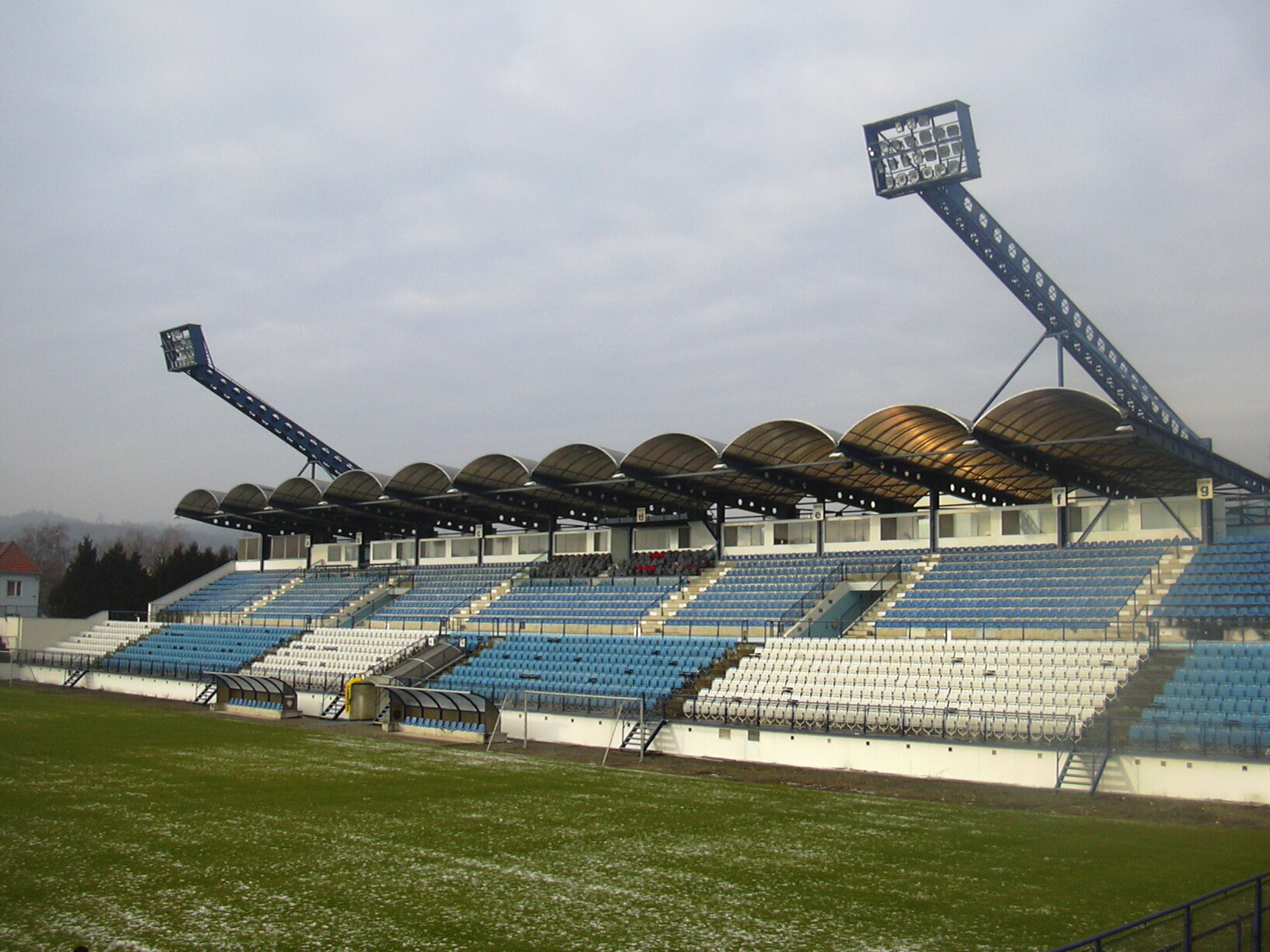
Pohled na hlavní tribunu A (leden 2008)
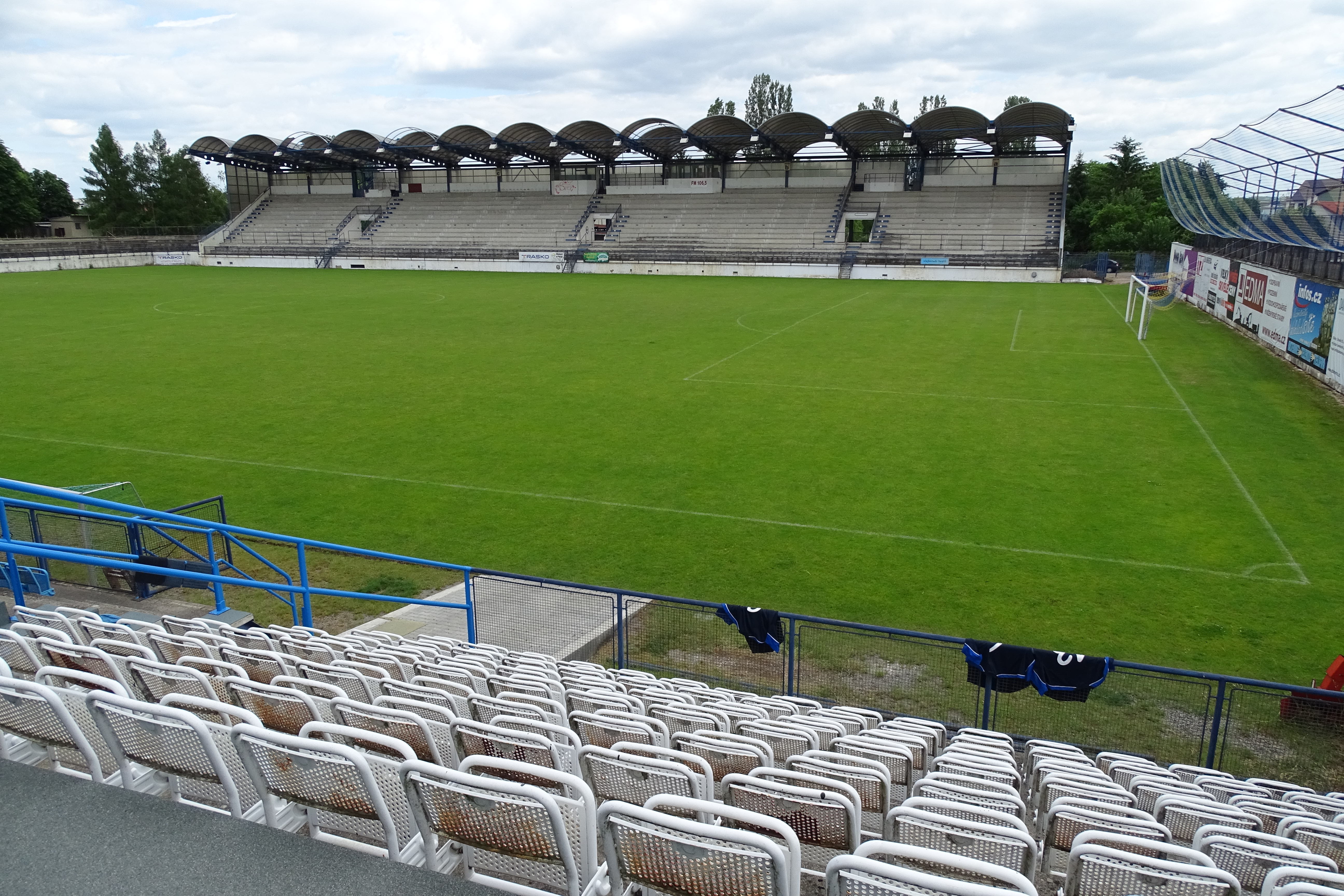
Pohled z hlavní tribuny A na protilehlou tribunu B (červen 2021)